# رونالدو ديفيد دوس سانتوس
رونالدو ديفيد دوس سانتوس (بالبرتغالية: Ronaldo Deivid dos Santos‏) المعروف باسم كالو (بالبرتغالية: Kalu‏) (مواليد 5 سبتمبر 1988 في فورتاليزا، البرازيل) هو لاعب كرة قدم برازيلي يجيد اللعب في مركز الوسط المدافع. يلعب حاليا لصالح سوسييداد الذي ينافس في دوري الدرجة الرابعة البرازيلي منذ 2022.